# Język yupik środkowosyberyjski
Język yupik środkowo-syberyjski (yupik syberyjski, yupik Cieśniny Beringa, yuit, yoik, yuk, juk, „eskimoski”, yupik Wyspy Świętego Wawrzyńca) – język yupik używany w Stanach Zjednoczonych i w Federacji Rosyjskiej (rejon Cieśniny Beringa, Alaska – Wyspa Świętego Wawrzyńca, Gambell, wioski Savonga, Czukotka, wybrzeże Morza Beringa, Wyspa Wrangla). W słownictwie wykazuje duże wpływy rosyjskiego (zapożyczył np. wyraz петух).
Posługuje się nim 1200 osób (2010).